# Jam (Afghanistan)
Jam is een plaats in Afghanistan in de provincie Ghowr in het district Shahrak, bij de Haririvier, waar zich een minaret en verschillende ruïnes bevinden die getuigen van het verloren gegane rijk van de Ghowriden. De plaats wordt omringd door bergen tot 2400 meter hoog. De minaret en archeologische ruïnes van Jam zijn in 2002 door UNESCO op de Werelderfgoedlijst geplaatst.

## Geschiedenis

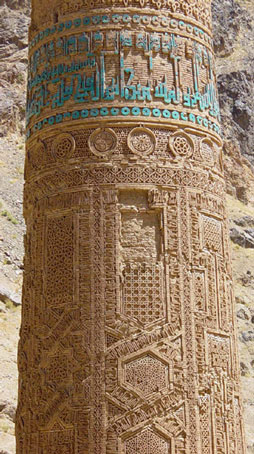
Detailweergave van de minaret in Jam

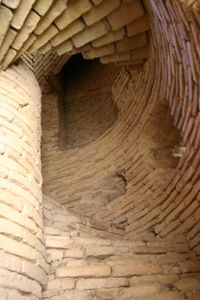
Binnenkant van de minaret

Jam ligt waarschijnlijk op de plaats van Firuzkuh, de zomerhoofdstad van de Ghowriden. In de 12e en 13e eeuw heersten de Ghowriden niet enkel over Afghanistan, maar ook over Oost-Iran, Noord-India en delen van Pakistan.
De Arabische datuminscriptie op de minaret is niet duidelijk leesbaar. Men veronderstelt dat er 1193/4 staat of 1174/5. Het is mogelijk dat de minaret de overwinning van de Ghowridische sultan Ghiyas ud-Din op de Ghaznaviden in Delhi in 1192 herdenkt of de nederlaag van de Ghuzz Turken in Ghazna in 1173. Het Ghowridische rijk taande na de dood van Ghiyath ud-Din in 1202. De hoofdstad werd uiteindelijk verwoest bij de invallen van de Mongolen onder Dzjengis Khan in 1222.

## (Her)ontdekking
De minaret en de resten van het rijk der Ghowriden zijn eeuwenlang vergeten gebleven tot ze in 1886 (her)ontdekt werden door Thomas Holdich die werkte voor de Afghaanse Grenscommissie. Ze werden echter slechts bekend in de rest van de wereld in 1957 via het werk van de Franse archeologen André Maricq en Gaston Wiet. In de jaren 70 deed Herberg enkele beperkte onderzoeken rond de site. Met de invasie van de Sovjets in 1979 werden de ruïnes echter weer van de buitenwereld afgesloten.

## Beschrijving
De minaret is gebouwd in de 12e eeuw en is een van de weinige overblijfsels van het imperium van de Ghowriden, dat, hoewel het maar kort heeft bestaan, toch veel invloed heeft gehad in een groot gedeelte van West- en Midden-Azië. De bouw is waarschijnlijk een uiting van de overwinning van de Ghowriden op het Ghaznavidische imperium uit Noord-India. Het was een van de laatste successen voordat de Ghowriden zelf werden verslagen na een Mongolische inval. Waarom de Mongolen de minaret niet hebben vernietigd is onduidelijk, maar geleerden vermoeden dat zij de minaret hebben gespaard omdat zij gebruikt kon worden als wachttoren.
De minaret is 65 meter hoog, bestaat uit drie naar boven toe verkleinende verdiepingen en rust op een achthoekige basis van 9 meter breed. Zij maakte waarschijnlijk deel uit van de Vrijdagmoskee van Firuzkuh, waarvan niets is overgebleven. Volgens de Ghowridische kroniekschrijver Juzjanu is zij weggespoeld tijdens plotseling opkomend hoogwater enige tijd voor de Mongoolse belegeringen. Opgravingen hebben sporen gevonden van een grote binnenhof naast de minaret en bewijs van rivierafzettingen boven op het bakstenen plaveisel. Oorspronkelijk had de minaret twee houten balkons en stond er een lantaarn bovenop. Het monument bevindt zich in een diepe vallei tussen hoge bergen, wat de kracht van het monument versterkt.
De minaret bestaat volledig uit baksteen en staat bekend om zijn ingewikkelde decoratie met baksteen, stucwerk en glazuurtegels, die bestaat uit afwisselende stroken met kalligrafie in het Koefisch en het Naskh, geometrische patronen en verzen uit de Koran (de soera Maryam, over Maria - Maryam, de moeder van Jezus).
Het archeologische landschap bestaat naast de minaret ook nog uit de ruïnes van een soort paleis, versterkingen, een pottenbakkersoven en een Joods kerkhof.

## Breder kader
De minaret van Jam maakt deel uit van een groep van zo’n 60 minaretten gebouwd tussen de 11e en 13e eeuw in Centraal-Azië, Iran en Afghanistan, waartoe o.a. ook de Kutlug Timurminaret in Oud-Urgench (waarvan men lang dacht dat het de hoogste bestaande minaret was) en de toren te Ghazni behoren. Sommige torens zijn een uiting van de overwinning van de islam, andere zijn gewoon uitkijktorens of markeren een belangrijk punt in het landschap.
De minaret van Jam zou een directe inspiratiebron geweest zijn voor de Qutb Minar in Delhi, die ook door de Ghowriden gebouwd is. De minaret van Jam is de tweede hoogste bakstenen minaret in de wereld, na de Qutb Minar.

## Werelderfgoed
De archeologische site van Jam was Afghanistans eerste Werelderfgoed en werd in 2002 op de Werelderfgoedlijst geplaatst.
De motivatie voor de opname op de Werelderfgoedlijst was:
- De vernieuwende architectuur en de decoratie van de minaret van Jam hebben een belangrijke rol gespeeld in de ontwikkeling van kunst en architectuur in het Indische subcontinent en daarbuiten.
- De minaret van Jam en de daarbij horende archeologische overblijfselen zijn een uitzonderlijk voorbeeld van de macht en de kwaliteit van de beschaving van de Ghowriden, die deze regio domineerde in de 12e en 13e eeuw.
- De minaret van Jam is een bijzonder voorbeeld van islamitische architectuur en decoratie in deze regio en speelde een belangrijke rol in de verdere verbreiding en ontwikkeling ervan.[2]

## Bedreiging
De Unesco heeft in 2002 besloten om de minaret van Jam op de Rode Lijst te plaatsen omwille van 4 redenen:
- gebrek aan legale bescherming
- gebrek aan een effectief agentschap ter bescherming van de monumenten
- gebrek aan adequaat personeel dat moet instaan voor de bescherming en conservatie
- ontbreken van een uitgebreid beheersplan.

Als voornaamste bedreigingen worden genoemd:
- de politieke instabiliteit in Afghanistan
- het gebrek aan een beheersplan
- er sijpelt water in het bouwwerk binnen en de minaret erodeerde als gevolg van het telkens weer overstromen van de Haririvier. Dit probleem is met een beschermingswal opgelost. De minaret helt al over, maar stabilisatiewerken proberen het instortingsgevaar af te wenden.
- het frequent voorkomen van aardbevingen in de regio vormt ook een bedreiging. Dat de minaret al vele aardbevingen heeft doorstaan schrijven geleerden toe aan de houten balken die in het metselwerk zijn verwerkt.
- de omgeving van de minaret wordt bedreigd door illegale opgravingen en plunderingen.

## Voetnoten
1. ↑  Antiquity, Project Gallery: Thomas, Pastori & Cucco
2. ↑  Minaret and Archaeological Remains of Jam - UNESCO World Heritage Centre. Gearchiveerd op 1 augustus 2023.
3. ↑  UNESCO World Heritage Centre - List of World Heritage in Danger. Gearchiveerd op 10 augustus 2023.
4. ↑  https://whc.unesco.org/archive/2006/whc06-30com-07Ae.pdf. Gearchiveerd op 5 april 2023.

- Bibliothèque nationale de France: cb14612066c (data)
- Système universitaire de documentation: 085647098
- Virtual International Authority File: 69144647640153754711